# بيل سوندرز
بيل سوندرز (بالإنجليزية: Bill Saunders)‏ هو مدير فني أمريكي، ولد في 20 يونيو 1898، وتوفي في 13 مارس 1950.